# Просєк (Нижньогородська область)
Просєк (рос. Просек) — село в Лисковському районі Нижньогородської області Російської Федерації.
Населення становить 2569 осіб. Входить до складу муніципального утворення Красноосельська сільрада.

## Історія
Від 2009 року входить до складу муніципального утворення Красноосельська сільрада.

## Населення
| 2002 | 2010  |
| ---- | ----- |
| 2015 | ↗2569 |